# Guillermo Arriaga
Guillermo Arriaga Jordán (Città del Messico, 13 marzo 1958) è uno scrittore, sceneggiatore e regista messicano.
Come scrittore ha scritto Retorno 201, Il bufalo della notte, Un dolce odore di morte e Pancho Villa e lo Squadrone Ghigliottina, tutti pubblicati in Italia da Fazi.

## Biografia
Arriaga nasce a Città del Messico. Trascorse l'infanzia e la giovinezza nella zona meridionale di Città del Messico, nell'Unidad Modelo. All'età di 13 anni perse l'olfatto per le conseguenze di una rissa. Ha tentato ad affermarsi nello sport: nel pugilato, nel basket e nel calcio, ma senza riuscirci. Si è poi laureato dapprima in comunicazione e poi in psicologia alla Universidad Iberoamericana.
Il suo primo romanzo, Pancho Villa e lo Squadrone Ghigliottina, è stato pubblicato nel 1991 e tre anni dopo è uscito Un dolce odore di morte, che sarebbe stato trasformato in un film nel 1999 da Gabriel Retes con una sceneggiatura di Edna Necochea. Il terzo, Il bufalo della notte, è apparso nel 1999 e, con una sceneggiatura dello stesso Arriaga, Jorge Hernández Aldana ha girato l'omonimo film nel 2007.
Mentre insegnava nell'università in cui si è laureato, ha conosciuto Alejandro González Iñárritu, con cui stringerà un profondo sodalizio e con il quale lavorerà come sceneggiatore alla sua Trilogia sulla morte, composta dai film Amores perros (che vincerà il premio BAFTA come miglior film non in lingua inglese e otterrà una nomination agli Oscar nella stessa categoria), 21 grammi e Babel.
Nel 2005 lavora alla sceneggiatura de Le tre sepolture, di Tommy Lee Jones, in cui appare anche in un breve cameo nel ruolo di un cacciatore di orsi. Per questo film ha vinto il Premio alla miglior sceneggiatura al Festival di Cannes 2005.
Nel 2008 debutta alla regia con il film The Burning Plain - Il confine della solitudine, con Charlize Theron e Kim Basinger.
Nel 2010 è membro della giuria della 67ª Mostra internazionale d'arte cinematografica di Venezia. Ha anche ha scritto la storia e co-prodotto Ti guardo (Desde allá, 2015) di Lorenzo Vigas, il pluripremiato film d'esordio, che ha vinto il Leone d'oro alla 72ª Mostra internazionale d'arte cinematografica di Venezia.
Dopo cinque anni e mezzo di lavoro, nel 2016 torna al romanzo pubblicando Il Selvaggio (El Salvaje), una storia che "tratta di intolleranza". Di quest'opera dirà «Avevo in mente solo poche pagine quando ho cominciato a scrivere, non sapevo dove stavo andando, senza mappa né bussola. Suppongo che questo abbia qualcosa dell'esperienza degli esploratori del continente americano, che sono arrivati senza avere la minima idea di cosa avrebbero trovato».
Il suo romanzo Salvare il fuoco è stato insignito del Premio Alfaguara nel 2020.
Arriaga è membro dell'Academia de Artes di Città del Messico.

## Filmografia

### Sceneggiatore
- Amores perros, regia di Alejandro González Iñárritu (2000)
- Powder Keg, episodio di The Hire, regia di Alejandro González Iñárritu (2001)
- 21 grammi (21 Grams), regia di Alejandro González Iñárritu (2003)
- Le tre sepolture (The Three Burials of Melquiades Estrada), regia di Tommy Lee Jones (2005)
- Babel, regia di Alejandro González Iñárritu (2006)
- Il bufalo della notte (El Búfalo de la Noche), regia di Jorge Hernandez Aldana (2007)
- The Burning Plain - Il confine della solitudine (The Burning Plain), regia di Guillermo Arriaga (2008)
- Ti guardo (Desde allá), regia di Lorenzo Vigas (2015) - soggetto
- No One Left Behind, regia di Guillermo Arriaga (2019) - cortometraggio

### Regista
- The Burning Plain - Il confine della solitudine (The Burning Plain) (2008)
- Texas, episodio di Rio, eu te amo (2014)
- La Sangre de Dios, episodio di Words with Gods (2014)
- No One Left Behind (2019) - cortometraggio

### Attore
- Le tre sepolture (The Three Burials of Melquiades Estrada), regia di Tommy Lee Jones (2005) - cameo

## Opere
- Pancho Villa e lo Squadrone Ghigliottina (Escuadrón Guillotina, 1991), Roma, Fazi, 2006, traduzione di Stefano Tummolini, ISBN 88-8112-772-5.
- Un dolce odore di morte (Un dulce olor a muerte, 1994), Roma, Fazi, 2005, traduzione di Stefano Tummolini, ISBN 88-8112-635-4.
- Il bufalo della notte (El búfalo de la noche, 1999), Roma, Fazi, 2004, traduzione di Stefano Tummolini, ISBN 88-8112-508-0.
- Retorno 201 (Retorno 201, 2002)), Roma, Fazi, 2007, traduzione di Stefano Tummolini, ISBN 978-88-8112-889-1.
- Il selvaggio (El Salvaje, Alfaguara, 2017), Milano, Bompiani, 2018, traduzione di Bruno Arpaia, ISBN 978-88-452-9631-4.
- Salvare il fuoco (Salvar el fuego, Alfaguara, 2020), Milano, Bompiani, 2021, traduzione di Bruno Arpaia, ISBN 978-88-301-0509-6.